# 国立嘉義大学農学部
国立嘉義大学農学部（こくりつかぎだいがくのうがくぶ、繁: 國立嘉義大學農學院、英: National Chiayi University College of Agriculture）は、国立嘉義大学設置される学部の一つである。1919年4月に設立された台湾総督府嘉義農林学校が前身であり、2000年に国立嘉義大学開校して、農学部を設置される。

## 所在地
主要施設は嘉義市東区学府路の蘭潭キャンパス内に設置されている。

## 沿革

### 嘉義農林学校
1919年4月に嘉義庁の山仔頂て「台湾総督府嘉義農林学校」が開校して、農学と林学の2つの学科を設置した。1921年には行政区画変更に伴い「台南州立嘉義農林学校」と改称された。1938年7月に学校が下路頭に移転された。1943年に修業年限は5年に回復し、農学科が設置された。
1945年に日本の敗戦に伴い中華民国に接収が行われると10月25日に「台湾省立嘉義農業職業学校」と改称された。1947年8月に森林科が設置され、1948年8月に園芸科が設置された。1951年7月に「台湾省立嘉義高級農業職業学校」と改称し、1952年8月に畜牧獣医科が設置された。1954年8月1日に「示範農学校」て選ばれ「台湾省立嘉義示範高級農業職業学校」と改称された。1965年3月に学校が昇格し、「台湾省立嘉義農業専科学校」と改称され、5年制の課程が農芸科、園芸科、森林科、畜牧獣医科を設置された。
1981年7月1日に「国立」に移管し、「国立嘉義農業専科学校」と改称された。1985年1月に学校が蘭潭キャンパスに移転された。1997年7月1日に「国立嘉義技術学院」へと昇格した、農芸技術科、園芸技術科、森林科、木材科学、畜産技術科、獣医科、農業経営技術科、農場管理科（2年制専門課程）などです。

### 国立嘉義大学農学部
- 2000年2月1日に「国立嘉義技術学院」と「国立嘉義師範学院」を合併して、「国立嘉義大学」が開校した、「国立嘉義大学農学部」が農芸学科、園芸学科、森林学科、林産科学科、畜産学科、獣医学科及び大学院農学研究科、林学研究科の8学科2大学院研究科を設置された。
- 2002年8月に園芸学研究科及び畜產学研究科の修士課程を設置された、林学研究科が森林及び自然資源研究科と改称された。
- 2003年8月に畜産学科が動物科学科と改称された、農業テクノロジー研究科の修士課程及び精密農業学科を設置された。
- 2004年8月に獣医学研究科の修士課程を設置された、農学研究科の博士課程を設置された。進修部農芸学科、森林学科、獣医学科及び農業経営科が調整された農芸学科学士課程、森林学科学士課程、獣医学科学士課程及び精密農業学科学士課程した。進修部二年制学部課程木材科学科が調整された進修部木材科学及び工芸学科学士課程した、進修部二年制学部課程園芸学科が調整された進修部園芸学科学士課程した。
- 2005年8月に森林学科が森林及び自然資源学科と改称された。
- 2006年8月に景観学科を設置された、精密農業学科が生物農業テクノロジー学科と改称された。農芸学研究科修士課程、園芸学研究科修士課程、森林及び自然資源研究科修士課程、林産科学研究科修士課程を設置された。大学院農学研究科の博士課程が分離された動物組と植物組に生徒募集をした。
- 2009年8月1日に林産科学科が林産科学及び家具工程学科と改称された、生物農業テクノロジー学科と農業バイオテクノロジー研究科を合併した生物農業テクノロジー学科及び大学院研究科と改称された、農芸学科の進修部学士課程に生徒募集を停止。
- 2010年8月に森林及び自然資源学科が再びに進修部学士課程の生徒募集をした、農学研究科博士課程が調整された農業科学博士学位学程した、元大学院農学研究科修士在職専門課程が調整された農芸学科修士在職専門課程した。
- 2010年9月13日に獣医学科及び大学院研究科が新民キャンパスに移転された。
- 2011年8月に獣医学科が修士在職専門課程に生徒募集をした、森林及び自然資源学科が再びに進修部学士課程に生徒募集を停止。
- 2012年8月に植物医学科を設置された並びに生徒募集をした、林産科学及び家具工程学科が木質材料とデザイン学科と改称された。
- 2014年8月に臨床獣医学修士課程と農業テクノロジー英語授業修士課程を設置された並びに生徒募集をした。
- 2015年8月に園芸学科進修学士農場管理組公費学生専門課程を設置された並びに生徒募集をした。
- 2016年8月に農場管理進修学士学位学程と景観学研究科修士課程を設置された。獣医学部を設置された獣医学科及び大学院研究科に移転された。
- 2018年8月に植物医学研究科修士課程と農学修士在職専門課程を設置された。
- 2021年8月に農業テクノロジー英語授業修士学位学程が生徒募集を停止。

## 教育と研究

### 組織

#### 農学部
- 農芸学科（学士課程）
- 園芸学科（学士課程）
- 森林及び自然資源学科（学士課程）
- 木質材料とデザイン学科（学士課程）
- 動物科学科（学士課程、進修学士課程）
- 生物農業テクノロジー学科（学士課程）
- 景観学科（学士課程）
- 植物医学科（学士課程）
- 農場管理進修学士学位学程

#### 大学院研究科
- 農芸学研究科（修士課程、修士在職専門課程）
- 園芸学研究科（修士課程）
- 森林及び自然資源研究科（修士課程）
- 木質材料とデザイン学研究科（修士課程）
- 動物科学研究科（修士課程）
- 生物農業テクノロジー研究科（修士課程）
- 景観学研究科（修士課程）
- 植物医学研究科（修士課程）
- 農学修士在職専門課程
- 農業科学博士課程

## 教員

### 歴代学部長
| 代    | 氏名   | 任期                    |
| ----- | ------ | ----------------------- |
| 初代  | 沈再木 | 2000年2月1日～2005年2月 |
| 第2代 | 劉景平 | 2005年2月～2013年2月    |
| 第3代 | 周世認 | 2013年2月～2016年2月    |
| 第4代 | 黃光亮 | 2016年2月～2018年8月    |
| 第5代 | 林翰謙 | 2018年8月～2021年8月    |
| 第6代 | 沈榮壽 | 2021年8月～             |